# Arch Rivals
Arch Rivals est un jeu vidéo de basket-ball développé par Bally Midway en 1989 sur borne d'arcade. Le jeu a été adapté sur Nintendo Entertainment System en 1990 et sur Game Gear et Mega Drive en 1992.
Le jeu transforme les règles du basket-ball pour en faire un jeu violent.